# لوس سانتوس دي ميمونة
بلدية لوس سانتوس دي ميمونة (بالإسبانية: Los Santos de Maimona)‏, هي إحدى بلديات مقاطعة بطليوس, التي تقع في منطقة إكستريمادورا, والتي تقع في غرب إسبانيا.
يبلغ عدد سكانها 7.899 نسمة وفقاً لإحصائية سنة (2002).